# Tacna
Tacna, città di 250 000 abitanti posta all'estremo sud del Perù, è capoluogo degli omonimi distretto, provincia e regione.
Situata a 562 m slm, si trova a soli 35 km dal confine con il Cile, sulla valle del río Caplina nelle vicinanze del deserto di Atacama. Nel 1868 fu colpita da un grande terremoto. Fu capitale della Confederazione Perù-Bolivia dalla sua nascita alla sua caduta, ossia dal 1836 al 1839, mentre dal 1883 al 1929 ha fatto parte del Cile.
Proprio per la sua immediata vicinanza al confine, è una città in cui lo spirito patriottico peruviano è sorprendentemente acceso.